# 110299 Iceland
110299 Iceland è un asteroide della fascia principale. Scoperto nel 2001, presenta un'orbita caratterizzata da un semiasse maggiore pari a 2,7058693 au e da un'eccentricità di 0,0593848, inclinata di 7,05173° rispetto all'eclittica.